# Słup słoneczny

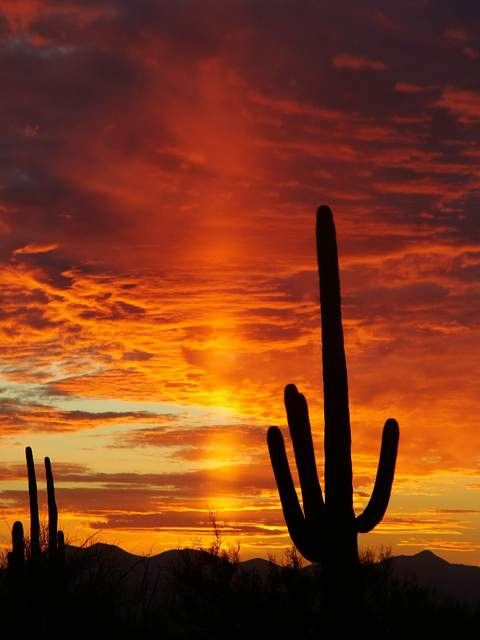
Słup słoneczny (świetlny)

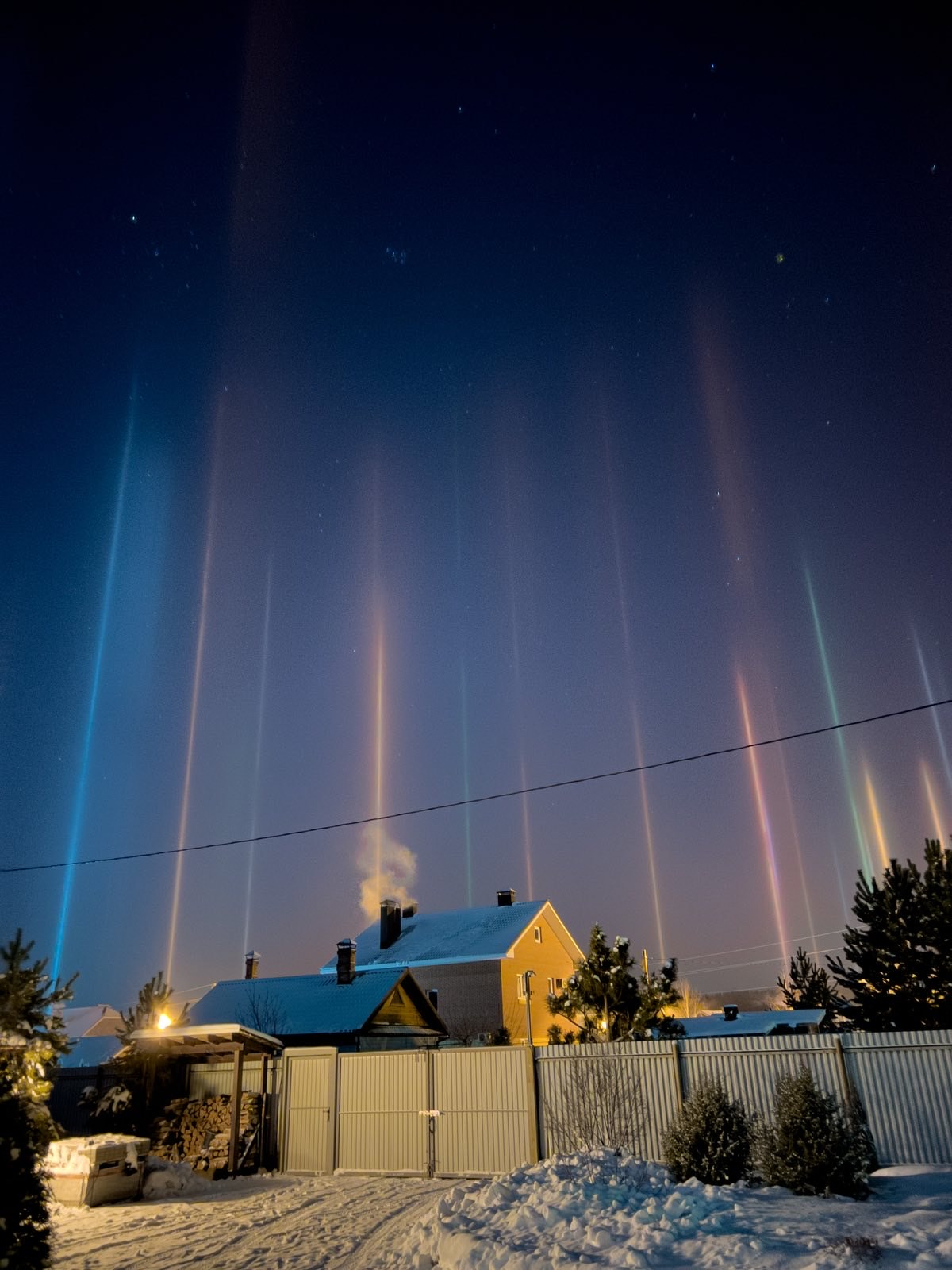
Wielokrotne słupy słoneczne

Schemat powstawania słupa.

Słup słoneczny, słup świetlny – zjawisko optyczne w atmosferze przyjmujące postać kolumny świetlnej. Powstaje w wyniku odbicia światła nisko położonego słońca lub innego źródła światła od poziomych powierzchni uporządkowanych poziomo swobodnym opadaniem kryształów płatkowych lodu.
Najłatwiej jest go zaobserwować tuż przed wschodem słońca lub tuż po jego zachodzie. Przybiera wtedy formę świetlnej kolumny, na ogół zabarwionej czerwonawo, przemieszczającej się wraz z ruchem słońca pod horyzontem. Gdy słońce jest ponad horyzontem, często mogą towarzyszyć mu także parhelia.